# Vaanes III Camsaracano
Vaanes III Camsaracano (em latim: Vaanes; em grego: Βαάνης; romaniz.: Baánēs; em armênio: Վահան; romaniz.: Vahan) foi um nobre armênio do final do século VI e começo do VII, conhecido apenas a partir da História de Taraunitis de João Mamicônio. Supostamente esteve ativo em Taraunitis na luta contra os invasores persas do xá Cosroes II (r. 590–628).

## Nome
Vaanes (Vaanēs; Βαάνης, Baánēs) é a forma latina do teofórico armênio Vaã (Վահան, Vahan), ligado a Vaagne (Վահագն, Vahagn), o deus armênio, cujo nome derivou do parta Varragne (*Warhragn) / Vartagne (*Warθagn), do persa antigo Vertragna (Vṛθragna) e do avéstico Veretragna (𐬬𐬆𐬭𐬆𐬚𐬭𐬀𐬖𐬥𐬀, vərəθraγna), o deus iraniano da vitória. Como teofórico, também foi citado em armênio como Verã (Վռամ Vṙām), em persa médio como Vararã (𐭥𐭫𐭧𐭫𐭠𐭭, Waraḥrān) e Varã (𐭥𐭠𐭧𐭫𐭠𐭬, Waḥrām), em grego como Boanes (Βοάνης, Boánēs), Baranes (Βαρανης, Baranēs), Baânio (Βαάνιος, Baánios), Uarrames / Varrames (Ουαρράμης, Ouarrámēs), Barã (Βάραμ, Báram), Baramo (Βάραμος, Báramos) e Baram(a)anes (Βαραμ(a)άνης, Baram(a)ánēs), em georgiano como Barã (ბარამ, Baram),  em latim como Veramo (Veramus) e Vararanes e em persa novo como Barã (بهرام, Bahrām).

## Vida
Era filho de Simbácio I. É conhecido apenas a partir do relato da História de Taraunitis de João Mamicônio, obra considerava como não fiável, e autores como Christian Settipani questionam sua existência. Cyril Toumanoff considera-o personagem histórica e data sua morte em 636. O mesmo autor considera como filho de Vaanes Tigranes I (citado na História) e Estêvão. Apesar de membro da família Mamicônio, é melhor conhecido por seu sobrenome Camsaracano, herdado de sua mãe.

### História de Taraunitis

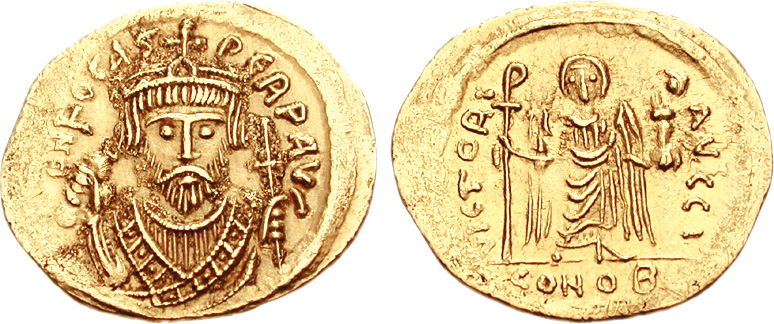
Soldo de Focas r.

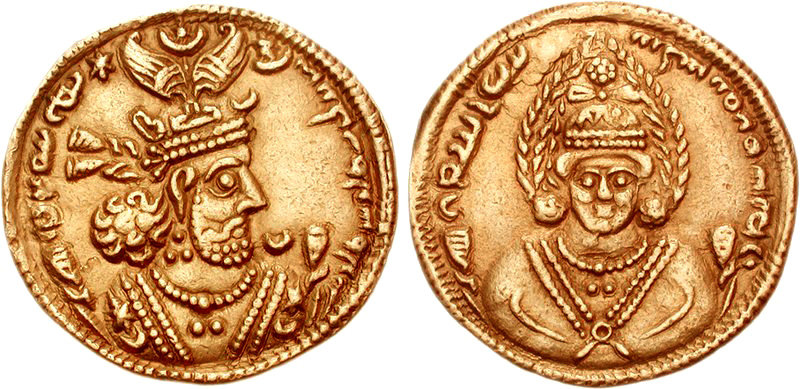
Dinar de r.

Aparece pela primeira vez em 603, 2º ano do reinado do imperador Focas (r. 602–610), quando o xá Cosroes II (r. 590–628) ordenou que Vactangue atacasse Taraunitis. Numa das lutas, seu pai leva seus cavalos a Muxe para que transformasse a infantaria da cidade em cavalaria e fosse enviado rapidamente; Vaanes reuniu 2 500 cavaleiros e enviou-os a Simbácio. Depois, quando Surena invade o país, Simbácio obrigou-o a se converter ao cristianismo e conduziu-o ao Mosteiro de Glaco. Na viagem, leva consigo sua esposa e filho, mas quando chegam ao rio Arasani, deixa-os numa das margens enquanto atravessa com Surena à outra; pretendia matá-lo quando atravessasse.
Após a morte de Surena, o conflito se arrasta com as tropas persas e num dos embates, Simbácio e Varazes veem-se cercados pelo inimigo. Simbácio de Astianena e Vaanes chegam com seis mil homens para auxiliá-los e Varazes gritou: "Filho do caje [Simbácio I], Vaanes, onde estava que não veio para [nossa] ajuda mais cedo?" Vaanes então pergunta: "Meu pobre pai ainda vive ou foi ao Senhor descansar?". Simbácio ouviu e disse: "São Precursor veio em meu auxílio quando eu estava prestes a morrer nas mãos dos ímpios". Ao saber que seu pai estava bem, Vaanes ataca, abrindo caminho e avançando. Abre uma das alas enquanto Simbácio limpou a outra, e assumindo a conduta da guerra, começaram a matar os líderes do exército persa. Movendo, Vaanes cercou a outra ala, e tendo prendido as tropas iranianas no meio, eles as destruíram até a noite.
Tempos depois, Cosroes envia outro exército de 20 mil sob o zorapetes Tigranes. Tão logo chega em Apaúnia, convoca Simbácio que envia Vaanes para ver o que queria. Após tomar ciência do que o general persa queria, Vaanes envia uma resposta a seu pai:
| “ | Tigranes muitas vezes prometeu coisas boas, e muitas coisas más. Mas ele exige os restos do príncipe Musel e de seu pai Vaanes, bem como os restos da esposa de Vactangue e seu filho a quem Varazes matou em batalha'. Caso contrário', diz ele, 'eu irei para o lugar sagrado para sua fé, eu arrancarei e arruinarei isto e tornarei sua igreja em um templo de fogo e levarei você para a corte real.' Agora, isso é o que ele disse: 'Quer vir através de Astianena.' Eu irei junto com ele. Enquanto isso, reúna nossas forças, vá à igreja de São Precursor e implora aos clérigos que rezem por nós. Fica bem no Senhor. | ” |
|   | — João Mamicônio, História de Taraunitis, capítulo III. |   |

Simbácio preparou-se à guerra. Após torturar os emissários enviados a ele por Tigranes, dirigiu-se ao monte Esremavair, onde acampou em frente a Tigranes. Assim que chegou a noite, Vaanes levantou-se e cortou a cabeça do filho de Tigranes e dos 3 príncipes que estavam na mesma tenda. Tomando suas cabeças, foi a seu pai. Então retornou ao mesmo lugar e secretamente entrou sob a aba da tenda de Tigranes. Agora, quando Tigranes viu a espada nua na mão de Vaanes, não se atreveu a chamar a atenção de ninguém, pensando que queria roubar o equipamento. Mas Vaanes de repente pegou um travesseiro, rapidamente jogou-o na boca de Tigranes e atacou-o. Outro servo de Vaanes entrou na tenda e cortou a cabeça de Tigranes. Então ele reuniu todos os móveis, pedras preciosas e espadas escolhidas e partiu. As tropas armênias ficaram encantadas e ofereceram grandes graças a Deus.
Vaanes, cheio de sabedoria, pegou 200 escudos de couro e os prendeu a 100 mulas selvagens, colocando um pedaço de ferro em cada lado do escudo. Então, com oito mil homens sob sua direção, foi perto do campo do Hon que havia sido substituído por Tigranes. Acampou perto do penhasco que fica em frente aos montes Tauro e ficou separado dos outros campos. Vaanes pegou as 100 mulas selvagens e levou-as à borda do acampamento com um homem acompanhando cada 10 mulas. Com suas espadas, incitaram as mulas no acampamento enquanto as seguiam, soando as trombetas de guerra. Começaram a cortar as pessoas próximas, gritando e aterrorizando persas e fazendo uma grande confusão. As mulas invadiram o acampamento de todas as direções, atormentadas pelos ruídos dos escudos, pela gritaria dos soldados e pelo clamor das trombetas. As tropas persas pensaram que os atacantes estavam montados e que o barulho das espadas era o resultado de um massacre. Cada homem só poderia gritar "Vay!" não conhecendo o estado real das coisas, pois o Senhor lutou contra eles.
Após tal sucesso, volta a tenda de Simbácio que nomeia-o tenente durante a noite, com quatro mil homens. Pouco depois, o exército persa atacou Simbácio como enxame de abelhas. Simbácio começou a enfraquecer, pois era um homem velho. Levantou a voz e gritou: "Onde você está Vaanes, meu filho? Venha para mim". E ele gritou para São Precursor: "Oh João Precursor, batizador de Cristo, a hora chegou. Onde estão as orações dos meus santos clérigos?" Entrando em batalha, Vaanes espalhou as pessoas reunidas sobre seu pai. Os armênios tomam a dianteira do combate e os persas recuam. Simbácio os persegue e os alcança no dia seguinte. Os persas foram reforçados por três mil soldados armênios, obrigando o exército de Simbácio a descer à margem do rio Arasani através da passagem de Marcuque e lá acampar. Perseguidos pelos persas e encurralados no rio, Simbácio coloca toda sua esperança em Deus, cuja intervenção através de São Precursor (que aparece como um homem luminoso, cujos cabelos lançam luz) permitiu-os contra-atacar. Quando Vaanes o viu e soube que o homem era Precursor, alegremente atacou matando três mil soldados. Conduzindo o resto diante dele através de Astegunque / Astegonque, forçou-os a descer até que estivessem em frente à igreja. O inimigo queria subir ao mesmo lugar e matar os clérigos, mas foram abatidos primeiro. Os remanescentes fugiram à floresta que fica em frente ao mosteiro e se esconderam ali, mas Vaanes apressadamente foi lá e os colocando à espada, deixando nenhum vivo.
18 anos depois, Cosroes enviou 50 600 soldados a Taraunitis com intenção de atacar o Mosteiro de Glaco e pegar os ossos de seus inimigos. Eles acamparam em Muxe e Vaanes convocou seu filho Tigranes I e lhe disse:
| “ | Meu filho, não seja enganado em pecado porque você é poderoso, e não seja enganado por mulheres bonitas por causa de sua juventude. Em vez disso, lembre-se de seus pais e com que santidade e pureza serviram a Deus. não se esqueça do serviço a São Precursor, pois nas batalhas foi ele quem nos ajudou. Se você quer viver muito tempo, não seja tentado à devassidão. E se eu morrer em guerra, tenho meus restos levados para Servir a Deus e aos seus clérigos com santidade como eu, pois não fui enganado pela beleza nem expulsei ou assediei os desafortunados, pois cuidei de todos sob a autoridade, homens, mulheres e crianças, crentes em Cristo, como irmãos e famílias de meu país como meus pais fizeram, com preocupação. Filho, se você fizer o mesmo, o Senhor fortalecerá você. Agora vamos à batalha. | ” |
|   | — João Mamicônio, História de Taraunitis, capítulo V. |   |

Foram à batalha, enviaram carta ao abade Gregório e levaram à batalha 385 clérigos encapuzados. Quando a batalha começou nas margens do rio Arasani próximo a floresta chamada Colina de Cagamaqueaque, os clérigos vestidos de preto usando camisas de pelo e bois também estavam presentes e para cada 10 homens havia um sineiro, e entre cada 2 homens uma bandeira num suporte alto. Eles se aglomeraram em frente um do outro, do outro lado do rio na planície. Quando o inimigo viu isso, ficaram surpresos. O comandante persa Varduri não entrou em batalha, mas disse: "Vou ver o que eles fazem." Quando a batalha começou e os armênios quiseram fugir (ou portadores dos escudos, dependendo da tradução), então os clérigos dobraram seus joelhos e em uníssono imploraram a Deus com orações chorosas: "Ó Senhor, vence a nossa batalha. Ó Precursor, ouça as vozes de seus servidores." Tendo dito isso juntos, se levantaram, fizeram o sinal da cruz e se voltaram contra o inimigo, com os sinos soando fortes.
Vaanes olhou à brigada dos clérigos e viu em sua ala direita um jovem de aparência impressionante usando na cabeça uma coroa roxa e uma cruz. De suas vestes fogo brilhou. Diante dele, Vaanes viu dois outros jovens com asas. Quando o inimigo viu isso, ficaram furiosos e se amontoaram no rio. Aqueles que chegaram ao outro lado se dirigiram para Megueti. Agora Vaanes chamou Tigranes e as outras tropas, dizendo: "Eis que o Senhor da Criação, Cristo, aparece entre os seus servos. Porque Ele é seu rei e o rei de todos nós Quem deu ouvidos às vozes de Seus servos e desceu para salvá-los e a nós. Agora vá atrás do inimigo! " Os ímpios persas chegaram a Megueti, encontraram 12 antigos clérigos e os mataram. Vaanes entrou no rio, amarrou o cavalo de costas junto com sua arma e cruzou para o outro lado, para a aldeia chamada Parsiquedém. Todos os soldados de Vaanes se reuniram lá. E os clérigos estavam rezando no mesmo lugar até que o abade os alcançou com a cabeça do chefe dos iranianos, Varduri. Vaanes expulsou os soldados inimigos e chegou à planície acima de Matravanque, onde fez um círculo e enfileirou suas tropas em formação de batalha. Depois encontra-se com Varazes e seu filho Simbácio e é dito que estava fatigado por ter matado muitos inimigos.
Em cerca de 627, no 17º ano do reinado do imperador Heráclio (r. 610–641), Vaanes foi a Cesareia, deu ao patriarca João 36 mil daecãs e levou um pedaço da Vera Cruz à Igreja de São Precursor no Mosteiro de Glaco, onde foi colocado num armário no altar, onde permaneceu por 6 anos. Nesse tempo, o católico Narses III, o Construtor (r. 641–661) foi a Glaco para ver a Vera Cruz acompanhado de Vaanes, mas não a encontraram. Os príncipes, o católico e os bispos lamentaram e por sete dias Vaanes não comeu nem bebeu. Quando dormia próximo a porta da igreja na sexta, Vaanes viu-se com um homem luminoso que cruzada sobre os limites da igreja e disse: "Me roubaram e construíram Arzeque. Então permita que [fique lá], desde que aquele país é seguro e não podem roubar de lá". Vaanes acordou cheio de alegria e correu para informar o católico. No dia seguinte, uma celebração foi realizada e depois todos foram ao lugar mostrado na visão de Vaanes, o clérigo que roubou a Vera Cruz foi entregue ao católico que ordenou que seus dois olhos fossem arrancados pelo roubo e Vaanes lidou com os dois nobres que ordenaram o roubo: Cicarnique foi decapitado e Jorge, o Tagarela foi levado à fortaleza de Oguecã e lá ficou até pagar 100 mil daecãs. Vaanes construiu a igreja situada na colina de Muxe em homenagem a seu filho mais novo, Estêvão (que estava enterrado na porta da mesma igreja), e deu a cruz ao bispo de Arzeque. Depois disso, Vaanes falece e é sepultado na Igreja de São Precursor.